# フックの法則

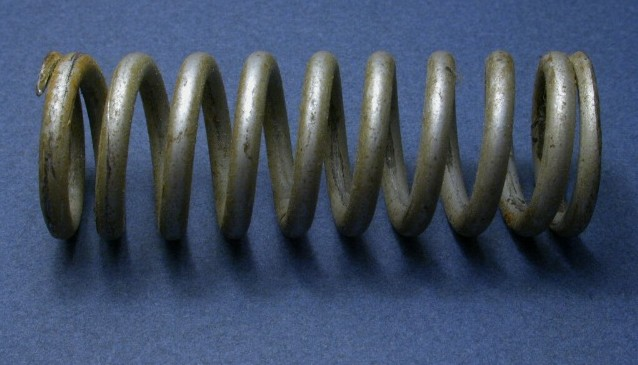
長さ変化が微小な時、フックの法則はありふれた力学的ばねの物理的性質を正確に表す（アニメーションも参照）。

フックの法則（フックのほうそく、英: Hooke's law）は、力学や物理学における構成則の一種で、ばねの伸びと弾性限度以下の荷重は正比例するという近似的な法則。弾性の法則（だんせいのほうそく）とも呼ばれる。
フックの法則が近似として成り立つ物質を線形弾性体またはフック弾性体 (Hookean elastic material) と呼ぶ。

## 概要
フックの法則は17世紀のイギリスの物理学者、ロバート・フックが提唱したものであり、彼の名を取ってフックの法則と名づけられた。
フックは1676年にラテン語のアナグラムでこの法則を記述し、1678年にアナグラムの答えが羅: Ut tensio, sic vis (英: As extension, so is force)、即ち
| 「 | 伸びとともに、力あり。（力は伸びに比例する。） | 」 |

であると発表した。
フックの法則に従う系では、荷重は伸びに正比例し
{\displaystyle {\boldsymbol {F}}=k{\boldsymbol {x}}}
と表される。
ここで
- {\displaystyle {\boldsymbol {x}}} は自然長からの伸び、または縮み（自然長とは、荷重のないばねが自然に停止する位置のこと）
- {\displaystyle {\boldsymbol {F}}} はばねによる反力
- {\displaystyle k} はばね定数と呼ばれる定数。個々のばね固有の値であり、ばねの強さを表している。

この法則が適用できるとき、その挙動は線型と呼ばれ、グラフに表すと正比例の直線グラフとなる。また、反力は常にx変位の反対方向へと働くため、数式の右辺には負の符号がつく（例えばばねを右へと伸ばしたとき、ばねは左に向かって引きつける）。
上の式が成り立つのは {\displaystyle {\boldsymbol {x}}} が比較的小さい場合である。
現実の材料を長さを{\displaystyle {\boldsymbol {x}}}だけ引き伸ばしたとき、{\displaystyle {\boldsymbol {x}}}が大きくなるにつれて{\displaystyle {\boldsymbol {x}}}と復元力{\displaystyle {\boldsymbol {F}}}の比例関係が崩れていく。フックの法則が成り立つ限界の{\displaystyle {\boldsymbol {x}}}の値を比例限度とよぶ。
{\displaystyle {\boldsymbol {x}}}が比例限度を超えても弾性限度と呼ばれる値を超えなければ力を小さくしたとき同じ曲線を経て原点に戻る。
弾性限度を超えて伸ばすと力を除いても完全には元に戻らず、塑性伸びと呼ばれる長さだけ伸びが残る。さらに{\displaystyle {\boldsymbol {x}}}を増すと力が一定のままで伸びが継続する。このときの{\displaystyle {\boldsymbol {F}}}の値を降伏値という。

## 弾性率
弾性体は、荷重を加えると変形を起こすが、除荷すると元の形へと戻る（即ち、物質中の分子や原子が初期の安定な釣り合い状態へと戻る）性質を持つ。こうした弾性体は多くの場合フックの法則に従う。
長さL（m）と断面積A（m2）を持つ弾性材料から出来た棒を線型なばねとみなした時、そのひずみ{\displaystyle \varepsilon }（単位なし）は引張応力σ（N/m2）に比例し、弾性係数と呼ばれる定数E（N/m2）に反比例する。よって
{\displaystyle \sigma =E\varepsilon }
または、
{\displaystyle \Delta L={\frac {F}{EA}}L={\frac {\sigma }{E}}L}
である。
フックの法則は、限定された荷重条件下における幾つかの材料に関してのみ成り立つ。鋼を工学的に応用するとき、多くの場合において線形弾性の挙動を示す。よってフックの法則はその弾性域（即ち、降伏応力より下の応力）において成立する。しかしアルミニウムのような一部の材料においては、フックの法則は弾性域の一部でしか成り立たない。このような材料では耐力と呼ばれる比例限度が定義され、比例限度以下においてのみ線形近似と実際の挙動との誤差を無視することができる。
ゴムは一般には非フック弾性 ("non-hookean" elasticity) の材料であると考えられる。これは、弾性が応力に依存し、また温度と荷重速度 (loading rate) に敏感であるためである。
フックの法則の応用としては、ばねを用いた秤や、材料の応力解析、モデル化などがある。

## ばねの方程式

低炭素鋼の応力-ひずみ線図。フックの法則は曲線全体のうち、原点と降伏点の間の一部でしか成り立たない。
1. 極限強さ
2. 降伏応力（降伏点）
3. 破断強さ（破断点）
4. 塑性硬化領域
5. くびれ領域
A: 公称応力 (F/A_{0})
B: 真応力（実応力） (F/A)

最もよく使われる形式のフックの法則はおそらくばねの方程式だろう。ばねの方程式では、力とばねの自然長からの伸びがばね定数{\displaystyle k}（単位は単位長さあたりの力）によって結び付けられている。
{\displaystyle F=-kx}
マイナスの符号はばねによる力が変位とは正反対の方向に働くことを示している。この力は系を釣り合いの状態へ戻すように働くため、復元力とよばれる。
ばねに蓄えられたポテンシャルエネルギーは
{\displaystyle U={1 \over 2}kx^{2}}
で与えられる。このエネルギーの式はばねを徐々に押し縮めてゆくのに必要なエネルギーを足し合わせることで得られる。即ち、力を距離に関して積分しているに等しい。ばねのポテンシャルエネルギーは常に符号が正である。
このポテンシャルをU-x面に描くと、放物線（二次関数のグラフ）となる。ばねがxの正方向に伸ばされるに伴い、ポテンシャルエネルギーは増加する（ばねを縮めた場合にも同じことが起こる）。また、釣り合いの位置 (x = 0) が最もエネルギーが低いため、ばねはポテンシャルエネルギーを小さくするように釣り合いの位置へと戻ろうとする。これはポテンシャルエネルギーのグラフの上を、重力によるポテンシャルを最小にするようにボールが転がり落ちることに似ている。
もし質量mの物体がこのようなばねに繋がれている場合、その系は調和振動子となる。この系は以下の式で与えられる基本周波数で振動する。
{\displaystyle \omega ={\sqrt {k \over m}}} [ラジアン毎秒]（角振動数）
または
{\displaystyle f={1 \over 2\pi }{\sqrt {k \over m}}} [ヘルツ]
ここで{\displaystyle f}は周波数よって{\displaystyle \omega ={2\pi f}}である。
様々な格子のばね定数などについては後述する。

## ばねが複数の場合
2つのばねが物体に繋がれている場合、ばね定数やエネルギーなどは全体として以下のような値をもつ。
| 値の名前             | 直列の場合                                                                           | 並列の場合                                                    |
| -------------------- | ------------------------------------------------------------------------------------ | ------------------------------------------------------------- |
|                      |                                                                                      |                                                               |
| 全体のばね定数       | {\displaystyle {\frac {1}{k_{\mathrm {eq} }}}={\frac {1}{k_{1}}}+{\frac {1}{k_{2}}}} | {\displaystyle k_{\mathrm {eq} }=k_{1}+k_{2}}                 |
| 縮まる距離の関係     | {\displaystyle {\frac {x_{1}}{x_{2}}}={\frac {k_{2}}{k_{1}}}}                        | {\displaystyle x_{1}=x_{2}}                                   |
| 蓄えられるエネルギー | {\displaystyle {\frac {E_{1}}{E_{2}}}={\frac {k_{2}}{k_{1}}}}                        | {\displaystyle {\frac {E_{1}}{E_{2}}}={\frac {k_{1}}{k_{2}}}} |

## フックの法則のテンソル表現
3次元の応力が働いている状態では、81個の弾性係数をもつ4階の弾性係数テンソル ({\displaystyle c_{ijkl}})、応力テンソル ({\displaystyle \sigma _{ij}})、ひずみテンソル（{\displaystyle \varepsilon _{kl}}、またはグリーンのひずみテンソル）が定義され、以下の関係をもつ。
{\displaystyle \sigma _{ij}=\sum _{kl}c_{ijkl}\cdot \varepsilon _{kl}}
弾性係数テンソルは81個の弾性係数をもっているが、応力テンソル、ひずみテンソル、剛性テンソルの対称性により、異方性を示す物質でも21個の弾性係数のみが独立である。
応力は圧力の単位で表され、ひずみは無次元量である時、{\displaystyle c_{ijkl}}の成分も圧力の単位で表される。
大ひずみに関しての一般化としては、ネオ・フック固体 (neo-Hookean solid) やムーニー＝リブリン固体 (Mooney-Rivlin solid) によって与えられる。

### 等方性物質
等方性物質はその性質が方向によって変化することの無い物質のことである。そのため等方性物質に関連する物理の方程式は、その系を表す座標系に拠ることは無い。ひずみテンソルは対称テンソルとなる。どのようなテンソルの跡も座標系に拠らないため、対称テンソルの最も完全な座標系非依存の分解の方法は、対称テンソルを定数テンソルと跡が0の (traceless) 対称テンソルの和として表現する方法である。
よって
{\displaystyle \varepsilon _{ij}=\left({\frac {1}{3}}\varepsilon _{kk}\delta _{ij}\right)+\left(\varepsilon _{ij}-{\frac {1}{3}}\varepsilon _{kk}\delta _{ij}\right)}
ここで{\displaystyle \delta _{ij}}はクロネッカーのデルタである。右辺の第一項が定数テンソルで、圧力として知られる。第二項が跡が0の対称テンソルで、せん断テンソルとして知られる。
フックの法則の等方性物質における最も一般的な形式は、これら2つのテンソルの線型結合として書き直すことができ、
{\displaystyle \sigma _{ij}=3K\left({\frac {1}{3}}\varepsilon _{kk}\delta _{ij}\right)+2G\left(\varepsilon _{ij}-{\frac {1}{3}}\varepsilon _{kk}\delta _{ij}\right)}
である。ここでKは体積弾性率であり、Gはせん断弾性率である。
弾性係数の間の関係を用いて、これらの等式は違った形で表現することができる。例えば、ひずみは応力テンソルを用いて
{\displaystyle {\begin{aligned}&\varepsilon _{11}={\frac {1}{E}}\left(\sigma _{11}-\nu (\sigma _{22}+\sigma _{33})\right)\\&\varepsilon _{22}={\frac {1}{E}}\left(\sigma _{22}-\nu (\sigma _{11}+\sigma _{33})\right)\\&\varepsilon _{33}={\frac {1}{E}}\left(\sigma _{33}-\nu (\sigma _{11}+\sigma _{22})\right)\\&\varepsilon _{12}={\frac {\sigma _{12}}{G}}\\&\varepsilon _{13}={\frac {\sigma _{13}}{G}}\\&\varepsilon _{23}={\frac {\sigma _{23}}{G}}\end{aligned}}}
と表すことができる。ここで{\displaystyle E}はヤング率であり{\displaystyle \nu }はポアソン比である。

## ゼロ長ばね
ゼロ長ばね、ゼロ長スプリング、零長スプリング (Zero-length spring) とは自然長がゼロであるばねを表す用語である。このばねにおいては、ばねによる力はばねの伸びではなく、ばねの長さそのものに比例するような振る舞いを示す。